# Liste der Monuments historiques in Marcy (Aisne)
Die Liste der Monuments historiques in Marcy (Aisne) führt die Monuments historiques in der französischen Gemeinde Marcy auf.

## Liste der Bauwerke
| Bezeichnung | Beschreibung              | Standort              | Kennzeichnung | Schutzstatus | Datum | Bild           |
| ----------- | ------------------------- | --------------------- | ------------- | ------------ | ----- | -------------- |
| Taubenturm  | Erbaut im 17. Jahrhundert | Rue du Château (Lage) | PA02000041    | Inscrit      | 2003  | weitere Bilder |